# Dianne Wilson
Dianne Ellen Wilson, coniugata Cook (Melbourne, 30 dicembre 1951), è un'ex cestista australiana.

## Carriera
Con l'Australia ha disputato due edizioni dei Campionati del mondo (1975, 1979).